# آب باریک گودی
آب باریک گودی (به لاتین: Ab-e Barik-e Qowdi) در افغانستان است که در ولایت بادغیس واقع شده‌است.